# Petite Venise (Versailles)
Pour les articles homonymes, voir Petite Venise.

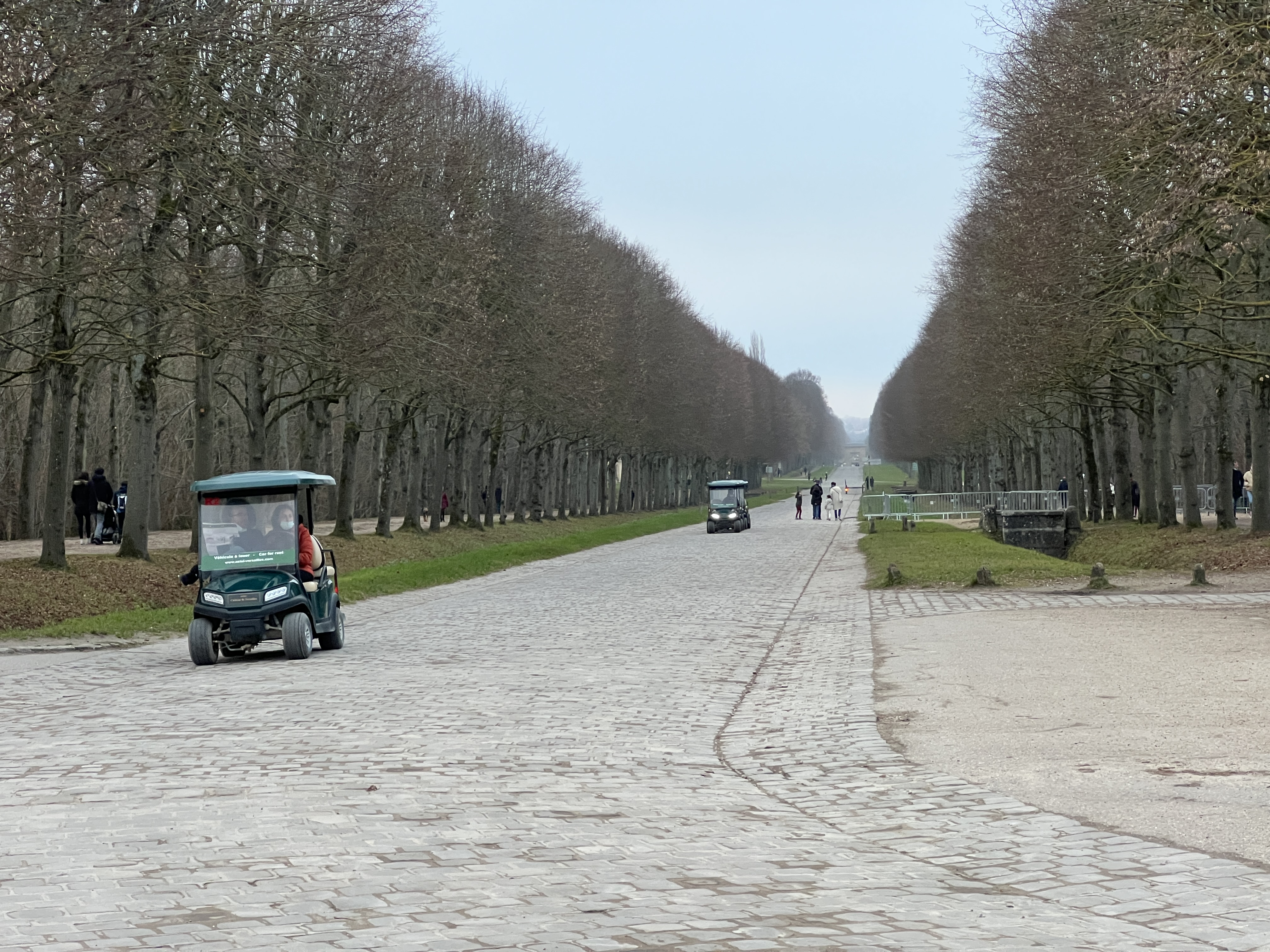
Allée de la Petite Venise.

La Petite Venise est le nom d'un ensemble de bâtiments, aujourd'hui disparu, construit sous le règne de Louis XIV dans le parc du château de Versailles et destiné à abriter le logement et le chantier de construction de tout le personnel contribuant au maniement, l'entretien ou la construction de la flottille royale naviguant sur le Grand Canal.
Un ensemble de bâtiments situé à l'extrémité orientale du Grand Canal, près du bassin d'Apollon, à mi-chemin entre Trianon et le château de Versailles, fut donc construit sur les standards de l'architecture militaire de l'époque avec une forme rectangulaire fermée avec une cour intérieure centrale réparti en différentes zones d'activité, logement, stockage ateliers.
Le nom de « Petite Venise » lui est venu après le cadeau de quatre gondoles avec leur gondoliers vénitiens fait par le Doge de Venise au roi.
Outre des gondoles et des chaloupes, des bateaux typiques de régions françaises ou de pays étrangers étaient fabriqués dans leur lieu d'origine, démontés puis acheminés sur Versailles où ils étaient réassemblés à la Petite Venise. Des matelots, des charpentiers ou des calfats travaillaient donc sur une flotte variée de chaloupes, gondoles, jusqu'à des navires de taille plus imposante comme une galère ou une galiote.